# Ernest Webb
Ernest James Webb (ur. 25 kwietnia 1874 w Hackney w Londynie, zm. 24 lutego 1937 w Toronto) – brytyjski lekkoatleta (chodziarz), trzykrotny wicemistrz olimpijski.
W wieku 12 lat został chłopcem okrętowym, a po kilku latach na morzu zaciągnął się do wojska. Brał udział w II wojnie burskiej, następnie powrócił do Anglii.
Zdobył srebrne medale w chodzie na 3500 metrów oraz w chodzie na 10 mil na igrzyskach olimpijskich w 1908 w Londynie. W obu konkurencjach pokonał go jego rodak George Larner. W 1911 przeniósł się do Kanady. Na kolejnych igrzyskach olimpijskich w 1912 w Sztokholmie zdobył kolejny srebrny medal, tym razem w chodzie na 10 kilometrów, za Kanadyjczykiem George'em Gouldingiem.
Był mistrzem Wielkiej Brytanii (AAA) w chodzie na 2 mile w 1909 i 1910 oraz w chodzie na 7 mil w latach 1908-1910.
Zmarł w 1937 wskutek upadku z drabiny.